# Acropyga arnoldi
Acropyga arnoldi är en myrart som beskrevs av Santschi 1926. Acropyga arnoldi ingår i släktet Acropyga och familjen myror. Inga underarter finns listade i Catalogue of Life.